# 極東映画
極東映画株式会社（きょくとうえいが-、1935年2月 設立 - 1941年 合併）は、かつて西宮、のちに大阪に存在した映画会社である。設立2年後に改組・改称し、極東キネマ株式会社となった。若年層向けの剣戟映画を量産したことで知られる。

## 略歴・概要
1935年（昭和10年）2月に設立された。「エトナ映画社」が稼動していた京都の「御室撮影所」を仮撮影所として製作を開始した。設立第1作は、同社の監督部長に就任した仁科熊彦が監督、直木三十五の原作を西条栄こと西條照太郎が脚色、撮影部長に就任した小柳京之介がカメラを回した羅門光三郎の主演作『益満休之助 比叡の巻』で、同年3月20日に公開された。
同年4月29日、仮撮影所を離れて兵庫県西宮市甲陽園にある「甲陽撮影所」に移る。翌1936年（昭和11年）、撮影所を甲陽園から、大阪府南河内郡古市町白鳥園（現在の羽曳野市翠鳥園）へと移転、新設の撮影所を「極東キネマ古市白鳥園撮影所」とした。このとき、スター俳優羅門光三郎、市川寿三郎、綾小路絃三郎ら、監督の下村健二、園池成男こと古海卓二、児井秀男（のちの児井英生）が甲陽園に残留、「甲陽映画」を設立した（1937年解散）。
1937年（昭和12年）、改組して極東キネマ株式会社となった。
1940年（昭和15年）、同社は大阪の「梅田劇場」（現在のHEP、TOHOシネマズ梅田）に合併され、大宝映画株式会社となるが、大宝映画は1作も製作せず、翌1941年（昭和16年）2月13日に公開された『燃ゆる魂』が最終作品となった。
1935年に28本、1936年に35本、1937年に43本、1938年に26本、1939年に36本、1940年に36本、1941年に4本の作品を残した。大手のほとんどがトーキーに完全に移行した時代にあって、サイレント映画を製作し続けたが、1940年には多くの極東作品もトーキーに移行した。「古市撮影所」の跡地には現在、イズミヤ古市店が建っている。

## おもなフィルモグラフィ
御室仮撮影所
- 『益満休之助 比叡の巻』 : 監督仁科熊彦、原作直木三十五、脚本西条栄、撮影小柳京之介、主演羅門光三郎、1935年3月20日公開 - 設立第1作
- 『益満休之助 江戸の巻』 : 監督下村健二、原作直木三十五、脚本西条栄、撮影松本嘉太郎、主演羅門光三郎、1935年4月10日公開

甲陽撮影所
- 『益満休之助 完結篇』 : 監督下村健二、原作直木三十五、撮影松本嘉太郎、主演羅門光三郎、1935年5月8日公開
- 『荒木又右衛門』 : 監督仁科熊彦、原作・脚本板間清彦、撮影大村貞夫、主演羅門光三郎、1935年5月30日公開
- 『権三助十 捕物大騒動』 : 監督山口哲平、原作・脚本板間清彦、撮影松本喜太郎、主演若月輝夫、1936年製作・公開

極東キネマ古市白鳥園撮影所
- 『怪談累ヶ渕』 : 監督小倉八郎、主演沢田敬之助、1937年7月1日公開
- 『変幻羅生門』 : 監督大江秀夫、主演静田二三夫・月澄江、1937年9月30日公開
- 『ジゴ魔』 : 監督山口哲平、原作・脚本板間清彦、撮影用貯嘉彦、主演雲井龍之介、1937年10月14日公開
- 『妖霊お万狐』 : 監督大江秀夫、主演綾小路絃三郎、1937年11月20日公開
- 『黎明稲妻峠』 : 監督大江秀夫、主演綾小路絃三郎・月澄江、1938年1月5日公開
- 『幻城の化け猫』 : 監督末崎精二、原作・脚本扇町舟三、撮影上村貞夫、主演雲井竜之介・小浜美代子、1939年5月4日公開 - 解説版
- 『河童大合戦 前・後篇』 : 監督米沢正夫、原作・脚本扇町舟三、撮影上村貞夫、主演雲井竜之介・綾小路絃三郎、1939年7月13日公開 - 解説版
- 『怪奇笑ふ猫』 : 監督・原作・脚本高田博文、撮影角野嘉彦、主演市川寿三郎、1940年1月23日公開 - 解説版
- 『黎明の蝦夷地』 : 監督米沢正夫、脚本田坂実、撮影角野嘉彦、主演雲井竜之介、1940年12月5日公開 - トーキー
- 『燃ゆる魂』 : 監督高田博文、脚本増田清人、撮影上村貞夫、主演雲井竜之介・小浜美代子、1941年2月13日公開 - トーキー、最終作

## 関連事項
- 御室: マキノ・プロダクション - 大衆文芸映画社 - 正映マキノキネマ - 宝塚キネマ興行 - エトナ映画社
- 甲陽園: 甲陽撮影所 - 甲陽キネマ - 東亜キネマ - 極東映画 - 甲陽映画